# Oospila conversa
Oospila conversa är en fjärilsart som beskrevs av Paul Dognin 1908. Oospila conversa ingår i släktet Oospila och familjen mätare. Inga underarter finns listade i Catalogue of Life.